# Henri Fazy

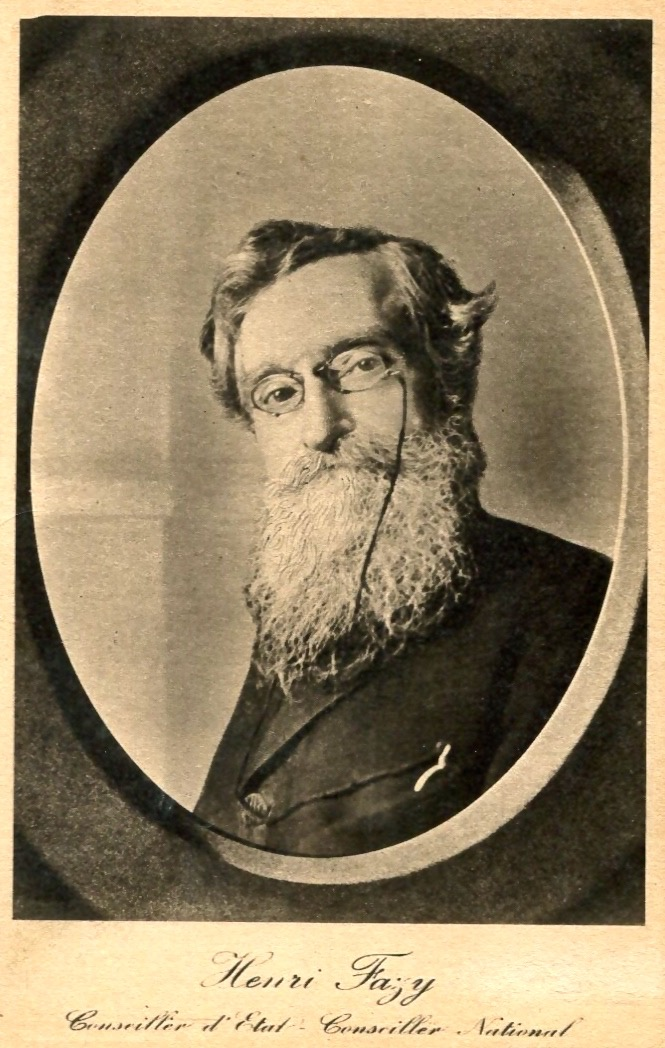
Henri Fazy

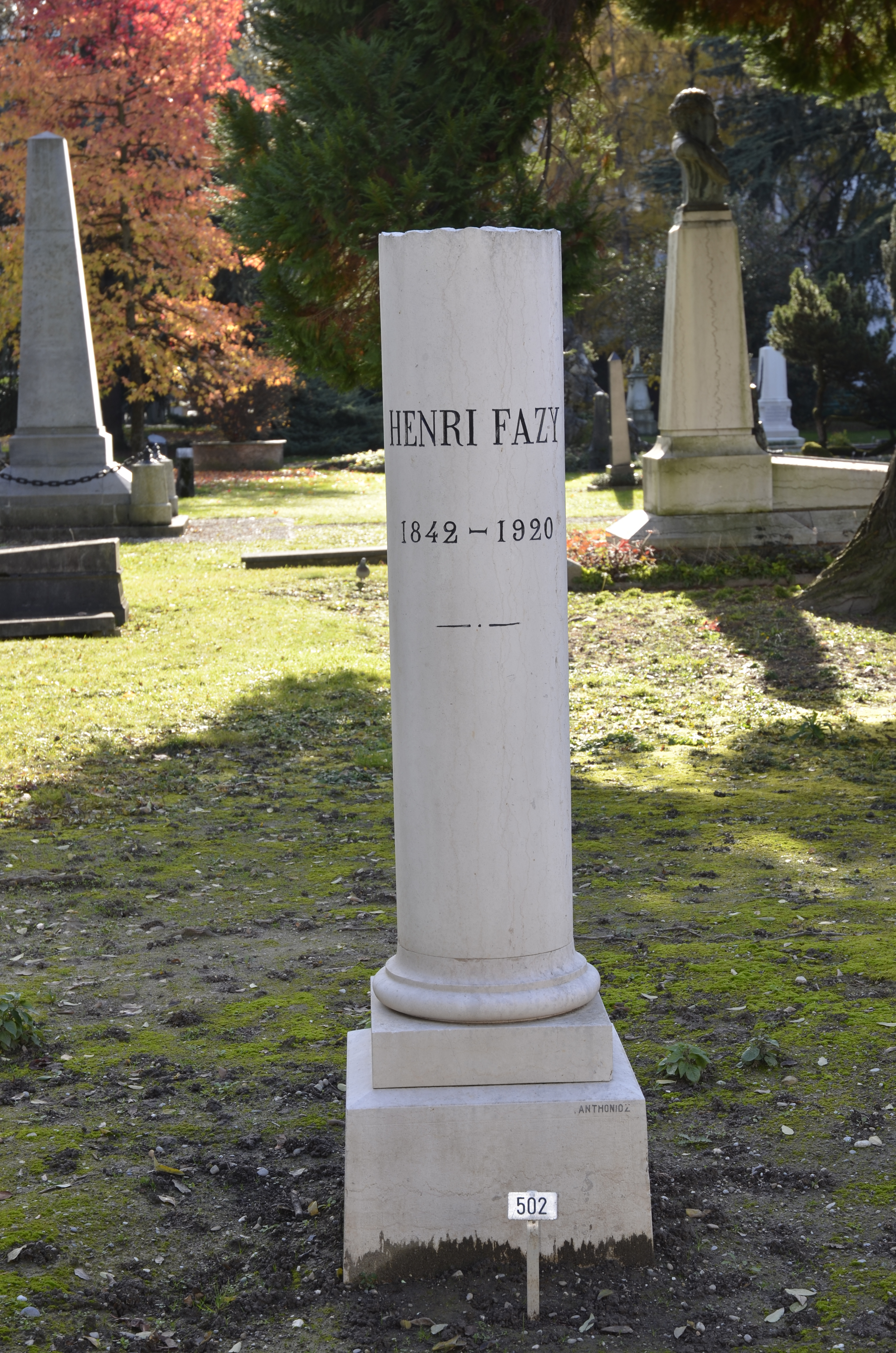
Grabmal von Henri Fazy

Georges-Philippe-Henri Fazy auch Henry Fazy (* 31. Januar 1842 in Bern; † 22. Dezember 1920 in Genf; heimatberechtigt in Genf) war ein Schweizer Historiker, Archivar und Politiker.

## Leben

### Familie
Henri Fazy entstammte der Familie Fazy und war der Sohn von Louis-Philippe Fazy (* 3. Dezember 1808 in Genf; † 9. Juli 1867), Lehrer für französische Sprache und Literatur an der bürgerlichen Mädchenschule in Bern, und dessen Ehefrau Hélène (geb. Meyer; * 1811; † 11. März 1875); sein Bruder war der Jurist George Fazy (1846–1924), der mit Marie (* 1821), der Tochter von Michel Margaritesco (* 1821), verheiratet war.
Die Familie zog 1848 nach Genf.
Zeit seines Lebens blieb er unverheiratet.
Er war ein Grossneffe des Politikers James Fazy und ein Patenkind des Generals Guillaume-Henri Dufour. Robert Fazy (1872–1956), ein entfernter Verwandter von ihm, wurde 1921 zum Bundesrichter gewählt.
Henri Fazy erhielt auf dem Cimetière des Rois eine Ehrengrabstätte.
Der schriftliche Nachlass der Familie Fazy befindet sich in der Bibliothek von Genf.

### Werdegang
Henri Fazy legte am Collège Calvin seine Maturität ab und immatrikulierte sich 1861 an der Universität Genf zu einem Studium der Philosophie und der Rechtswissenschaften; 1864 beendete er sein Studium.
Er legte im Archäologischen Museum von Genf die Sammlung Musée épigraphique, in der sich in Genf gefundene römische und mittelalterlichen Inschriften befanden, an und war darauf von 1862 bis 1864 als Konservator am Archäologischen Museum tätig.
Seit 1863 war er auch Lehrer für Schweizer Geschichte am Genfer Collège industriel et commercial (Industrie- und Handelsschule) und von 1864 bis 1866 Archivar im Staatsarchiv sowie von 1885 bis zu seinem Tod Direktor des Staatsarchivs in Genf.
Er wurde 1869 von der Republik Uruguay zum Vizekonsul ernannt, und ihm wurde das Exequatur erteilt; 1876 wurde ihm das Exequatur als Konsul der Republik Peru erteilt.
1890 wurde er ausserordentlicher Professor für Geschichte an der Universität Genf und lehrte dort bis 1898.
Er veröffentlichte zahlreiche Werke und Artikel über Genf im 16. Jahrhundert, unter anderem über die Neutralität von Savoyen und die Verfassung.

### Politisches und gesellschaftliches Wirken
Henri Fazy war von 1868 bis 1875 sowie von 1886 bis 1920 radikaler Genfer Grossrat; 1870 wurde er zum Sekretär des Grossrats und 1878, 1879 und 1899 zum Vizepräsidenten gewählt. Von 1870 bis 1875 und von 1897 bis 1920 war er Staatsrat und leitete das Departement der Finanzen; seine Leitung des Finanzdepartements, insbesondere die Einführung der Vermögenssteuer, gab Anlass zu Kritik, vor allem von Seiten von Gustave Ador. 1918 sprach er sich gegen die Einführung einer direkten Bundessteuer aus, weil dies eine dauerhafte Steuer sei, die die Kantone entmündigen würde.
Im Staatsrat war er innerhalb von achtundzwanzig Jahren neunmal Präsident, unter anderem 1899 Vizepräsident, 1901 Vizepräsident, 1902 Präsident, 1903 Präsident, 1905 Präsident, 1906 Vizepräsident, 1908 Präsident und darauf Vizepräsident, 1909 Präsident, 1910 Vizepräsident, 1911 Präsident, 1912 Vizepräsident, 1913 Präsident, 1914 Vizepräsident, 1918 Präsident.
Er war vom 7. Dezember 1896 bis zum 3. Dezember 1899 und, als Nachfolger des verstorbenen Georges Favon, vom 1. Dezember 1902 bis zum 1. September 1918 Nationalrat sowie vom 16. September 1918 bis zu seinem Tod, als Nachfolger von Adrien Lachenal, Ständerat; im Ständerat wurde er in die Kommission zur Prüfung der Frage betreffend des Eintritts der Schweiz in den Völkerbund berufen. Nach seinem Tod folgte ihm Jean Sigg in den Ständerat.
Gemeinsam mit seinem Bruder Georges Fazy und weiteren Freunden, unter anderem Jacques-François Ormond (1832–1877) und Michel Chauvet (1823–1891) gründete er 1868 die Bewegung La Jeune République (Junge Republik) oder gouvernementale Partei genannt, die sich auf den Freisinn von 1847 berief und mit ihrem Presseorgan Chronique radicale, deren Redaktor er einige Jahre war, in Opposition zur antiklerikalen Politik von Antonie Carteret ging.
1871 wurde er in die vom Grossen Rat gebildete Kommission gewählt, die sich mit dem Verbot der Kloster- und Mönchsschulen, der Einsetzung einer permanenten Schulkommission und der Unentgeltlichkeit des Unterrichts beschäftigen sollte.
Er beantragte 1873 eine Konzession für eine schmalspurige Bahn von Genf nach Saint-Julien-en-Genevois.
1878 brachte er die von Charles Page (1847–1910) vorgeschlagene Verfassungsrevision zu Fall, bekämpfte 1889 die Unvereinbarkeiten zwischen verschiedenen Ämtern und 1892 den Proporz.
Er setzte sich 1879 für den Anschluss einer Eisenbahn von Genf in das französische Savoyen ein und schlug hierbei eine Verbindung nach Annemasse im Arrondissement Saint-Julien-en-Genevois vor.
1900 wurde er Präsident der Pensionskasse der Genfer Universitätsprofessoren sowie 1903 Präsident der Versorgungskasse für Beamte im Schulwesen und der Pensionskasse für Staatsbeamte.
Er setzte sich massgeblich für die Trennung von Kirche und Staat ein, was 1906 zum Gesetz zur Abschaffung der Finanzierung von Gottesdiensten führte.
Von 1910 bis 1920 wurde er in den Verwaltungsrat der Banque Cantonale de Genève delegiert.
In  Bern behauptete er sich als überzeugter Föderalist.
Er wurde 1913 Alterspräsident im Nationalrat, und seine im Dezember 1914 als Alterspräsident gehaltene Rede, in der er die Verletzung der belgischen Neutralität durch die deutsche Armee verurteilte, erregte grosses Aufsehen.
1919 wurde er Präsident der Kommission, die sich mit der savoyardischen Zonenfrage beschäftigte.
Im Juni 1920 rief er noch dazu auf, sich am Aufbau der 1914 zerstörten Universitätsbibliothek Löwen zu beteiligen.

## Ehrungen und Auszeichnungen

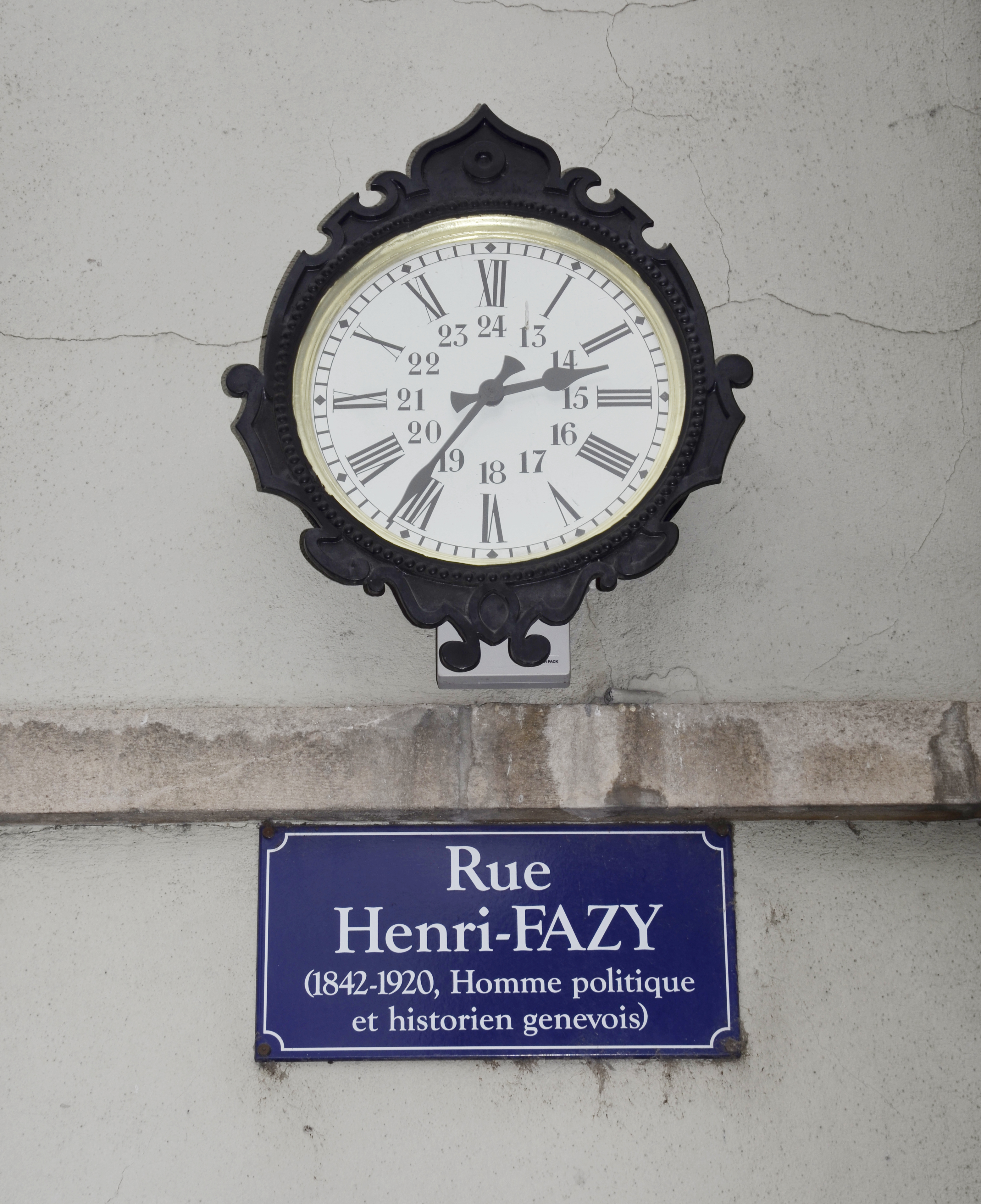
Rue Henri-Fazy

1909 wurde Henri Fazy von der Philosophischen Fakultät der Universität Genf zum Ehrendoktor ernannt.
In der Genfer Altstadt wurde die Rue Henri-Fazy nach ihm benannt.

## Mitgliedschaften
Henri Fazy fand bereits in jungen Jahren Aufnahme als Mitglied in der Société d’histoire und war Korrespondierendes Mitglied der Société des Antiquaires de France.
Er war von 1873  bis 1902 Generalsekretär des Institut national genevois und von 1903 bis zu seinem Tod deren Präsident. James Fazy hatte 1852 dem Staatsrat seinen Gesetzentwurf Relatif à la création d’un institut national genevois vorgelegt und begründet, eine dem Institut de France ähnliche Körperschaft zu gründen, die durch ihre Abteilungen die notwendige Korrelation zwischen den verschiedenen Zweigen des menschlichen Wissens sicherstellen und so die Äusserungen der Intelligenz fördern sollte.
Er wurde Mitglied des von Frédéric de Rabours im Juni 1919 gegründeten Komitees, das sich mit dem Anschluss Vorarlbergs an die Schweiz beschäftigen sollte.
In der Paris-Lyon-Méditerranée-Gesellschaft (siehe Compagnie des chemins de fer de Paris à Lyon et à la Méditerranée) war er bis zu seinem Tod Mitglied; ihm folgte dort der Staatsratspräsident John Gignoux (1860–1930) als Mitglied.
Er war Korrespondierendes Mitglied in der Historischen Gesellschaft.

## Schriften (Auswahl)
- Antiquités découvertes en 1741 à Lunneren, Canton de Zurich. In: Anzeiger für schweizerische Geschichte und Alterthumskunde. Band 2. 1861–1866, S. 66–67 (Digitalisat).
- Le Livre du Recteur étude historique sur l’Académie de Genève. Lausanne 1862 (Digitalisat).
- Le procès de Jérôme Bolsec. 1865 (Digitalisat).
- Genève sous la domination romaine: Notice archéologique. Genf 1869 (Digitalisat).
- Précis de l’histoire de Crète depuis les temps les plus anciens jusqu’à la fin de la domination Romaine. Band 1–2. Genf, 1869 (Digitalisat).
- Procès de Valentin Gentilis et de Nicolas Gallo (1558): Publié d’après les documents originaux. Genf 1878 (Digitalisat).
- La Saint-Barthélemy et Genève: étude historique. Genf 1879 (Digitalisat).
- Genève le parti huguenot et le traité de Soleure, (1574 à 1579). Genf 1883 (Digitalisat).
- Procédures et documents du XVIe siècle (1546–1547). Genf 1886 (Digitalisat).
- James Fazy (1794–1878): Sa vie et son œuvre. Genf 1887 (Digitalisat).
- Les Constitutions de la République de Genève. Genf 1890 (Digitalisat).
- Genève et les zones franches: exposé historique. Genf 1894 (Digitalisat).
- Les chroniques de Genève. Genf 1894 (Digitalisat).
- Les Suisses et la neutralité de la Savoie 1703–1704. Genf 1895 (Digitalisat).
- La guerre du pays de Gex et l’occupation genevoise (1589–1601). Genf 1897 (Digitalisat).
- Histoire de Genève a l’époque de l’Escalade, 1597–1603. Genf 1902.
- La Commune de Genève. In: Verfassung und Verwaltungsorganisation der Städte. 5. Band: Die Schweiz. Leipzig 1906, S. 75–86 (Digitalisat).
- Genève et Charles Emmanuel 1.: 1589–1591. Genf 1909.
- Genève de 1788 à 1792: la fin d’un régime. Genf 1917.